# Umm al-Majazin
Umm al-Majazin (arab. أم المياذن) – miejscowość w Syrii, w muhafazie Dara. W 2004 roku liczyła 3419 mieszkańców.